# Psyllaephagus spondyliaspidis
Psyllaephagus spondyliaspidis är en stekelart som först beskrevs av Girault 1939.  Psyllaephagus spondyliaspidis ingår i släktet Psyllaephagus och familjen sköldlussteklar. Inga underarter finns listade i Catalogue of Life.